# Підгорний (Ішимбайський район)
Підго́рний (рос. Подгорный, башк. Подгорный) — присілок у складі Ішимбайського району Башкортостану, Росія. Входить до складу Макаровської сільської ради.
Населення — 26 осіб (2010; 25 в 2002).
Національний склад:
- росіяни — 76%